# Hungria nos Jogos Olímpicos de Verão de 2024
Hungria participou dos Jogos Olímpicos de Verão de 2024, realizados em Paris, na França. Foi a 28.ª aparição do país nos Jogos Olímpicos de Verão desde a estreia na primeira edição moderna, em Atenas 1896, sendo representado por 178 atletas que competiram em 20 esportes.
Conquistou 19 medalhas, sendo seis de ouro, sete de prata e seis de bronze. A natação foi a modalidade mais bem sucedida em número de medalhas de ouro, com três vencedores: Hubert Kós (200 m costas), Kristóf Milák (100 m borboleta) e Kristóf Rasovszky (10 km em águas abertas). Já em quantidade de medalhas, a canoagem foi responsável por sete das 19 medalhas húngaras em Paris, sendo quatro delas de prata e três de bronze.

## Medalhas
| Atleta                                                     | Esporte          | Evento                          | Medalha |
| ---------------------------------------------------------- | ---------------- | ------------------------------- | ------- |
| Hubert Kós                                                 | Natação          | 200 m costas masculino          | Ouro    |
| Tibor Andrásfi Máté Tamás Koch Gergely Siklósi Dávid Nagy  | Esgrima          | Espada por equipes masculino    | Ouro    |
| Kristóf Milák                                              | Natação          | 100 m borboleta masculino       | Ouro    |
| Kristóf Rasovszky                                          | Natação          | 10 km masculino                 | Ouro    |
| Viviana Márton                                             | Taekwondo        | Até 67 kg feminino              | Ouro    |
| Michelle Gulyás                                            | Pentatlo moderno | Feminino                        | Ouro    |
| Kristóf Milák                                              | Natação          | 200 m borboleta masculino       | Prata   |
| Csanád Gémesi Krisztián Rabb András Szatmári Áron Szilágyi | Esgrima          | Sabre por equipes masculino     | Prata   |
| Bence Halász                                               | Atletismo        | Lançamento de martelo masculino | Prata   |
| Tamara Csipes Alida Dóra Gazsó                             | Canoagem         | K-2 500 m feminino              | Prata   |
| Bence Nádas Sándor Tótka                                   | Canoagem         | K-2 500 m masculino             | Prata   |
| Tamara Csipes                                              | Canoagem         | K-1 500 m feminino              | Prata   |
| Ádám Varga                                                 | Canoagem         | K-1 1000 m masculino            | Prata   |
| Eszter Muhari                                              | Esgrima          | Espada individual feminino      | Bronze  |
| Veronika Major                                             | Tiro             | Pistola livre 25 m feminino     | Bronze  |
| Tamara Csipes Sára Fojt Alida Dóra Gazsó Noémi Pupp        | Canoagem         | K-4 500 m feminino              | Bronze  |
| Dávid Betlehem                                             | Natação          | 10 km masculino                 | Bronze  |
| Sára Fojt Noémi Pupp                                       | Canoagem         | K-2 500 m feminino              | Bronze  |
| Bálint Kopasz                                              | Canoagem         | K-1 1000 m masculino            | Bronze  |

## Competidores
Esta foi a participação por modalidade nesta edição:
| Esporte          | Masculino | Feminino | Total |
| ---------------- | --------- | -------- | ----- |
| Atletismo        | 6         | 12       | 18    |
| Boxe             | 2         | 1        | 3     |
| Canoagem         | 9         | 7        | 16    |
| Ciclismo         | 1         | 1        | 2     |
| Esgrima          | 9         | 6        | 15    |
| Ginástica        | 1         | 4        | 5     |
| Handebol         | 17        | 17       | 34    |
| Hipismo          | 1         | 0        | 1     |
| Judô             | 4         | 3        | 7     |
| Lutas            | 4         | 1        | 5     |
| Natação          | 12        | 11       | 23    |
| Pentatlo moderno | 2         | 2        | 4     |
| Polo aquático    | 13        | 13       | 26    |
| Remo             | 1         | 0        | 1     |
| Taekwondo        | 2         | 1        | 3     |
| Tênis            | 2         | 0        | 2     |
| Tênis de mesa    | 1         | 2        | 3     |
| Tiro             | 2         | 3        | 5     |
| Triatlo          | 2         | 1        | 3     |
| Vela             | 1         | 1        | 2     |
| Total            | 92        | 86       | 178   |